# Serhij Łaszczenko
Serhij Serhijowycz Łaszczenko (ukr. Сергій Сергійович Лащенко; ur. 21 lipca 1987 w Pawłohradzie, zm. w 8 kwietnia 2015 w Odessie) – ukraiński kick-boxer, brązowy medalista mistrzostw świata z 2008 oraz złoty medalista mistrzostw europy IFMA z 2009 w boksie tajskim, jako zawodowiec zwycięzca SUPERKOMBAT World Grand Prix z 2011 oraz King Of Kings World Grand Prix z 2014.
8 kwietnia 2015 zmarł w wyniku ran postrzałowych doznanych w strzelaninie w szpitalu w Odessie.

## Kariera sportowa
W 2006 rozpoczął treningi kick-boxingu oraz muay thai. W latach 2007–2009 walczył głównie na Ukrainie zdobywając m.in. krajowe mistrzostwo oraz puchar w muay thai. 22 maja 2009 został mistrzem Europy IFMA w kat. ciężkiej (+91 kg), w tym samym miesiącu przegrał w finale K-1 World Grand Prix 2009 w Łodzi z Azerem Zabitem Samiedowem. 11 sierpnia 2009 uległ w finałowym pojedynku w turnieju kwalifikacyjnym K-1 World Grand Prix 2009 Rumunowi Danielowi Ghicie. W tym czasie mierzył się również m.in. trzykrotnie z Białorusinem Alaksiejem Kudzinem, wygrywając z nim raz i przegrywając dwukrotnie, pokonując Iharem Bochajenką oraz notując porażkę z Rosjaninem Władimirem Miniejewem. 
W 2010 przegrywał z Francuzem Freddym Kemayo, ponownie z Kudzinem oraz Surinamczykiem Ismaelem Londtem. 21 maja 2011 wygrał turniej eliminacyjny SUPERKOMBAT World Grand Prix I, natomiast 19 listopada tego samego roku wygrał finał SUPERKOMBAT WGP nokautując w rewanżu Ismaela Londta.
W kolejnych latach walczył głównie dla K-1 oraz SUPERKOMBAT notując zwycięstwa m.in. nad Holendrem Rico Verhoevenem oraz porażki m.in. z Egipcjaninem Hesdym Gergesem, Rumunem Benjaminem Adegbuyiem czy w rewanżu z Kemayo. 17 października 2014 wygrał turniej King Of Kings World Grand Prix w Gdańsku, pokonując jednego wieczoru Polaków Michała Turyńskiego i Tomasza Szepkowskiego.

## Osiągnięcia[4]
- Amatorskie:
  - 2007: Puchar Ukrainy w boksie tajskim -  w kat. +91 kg
  - 2008: Puchar Ukrainy w boksie tajskim -  w kat. +91 kg
  - 2008: Mistrzostwa Świata IFMA w boksie tajskim -  w kat. +91 kg
  - 2009: Mistrzostwa Europy IFMA w boksie tajskim -  w kat. +91 kg
  - 2009: Mistrzostwa Ukrainy w boksie tajskim -  w kat. +91 kg

- Zawodowe:
  - 2007: Honor of Soldier - 1. miejsce
  - 2009: Finalista K-1 World Grand Prix 2009 w Łodzi
  - 2009: Finalista K-1 World Grand Prix 2009 Final 16 Qualifying GP w Tokio
  - 2011: SUPERKOMBAT World Grand Prix I - 1. miejsce w turnieju wagi ciężkiej
  - 2011: SUPERKOMBAT World Grand Prix Final - 1. miejsce w turnieju wagi ciężkiej
  - 2014: King Of Kings World Grand Prix - 1. miejsce w turnieju wagi ciężkiej